# Geoffrey Horne
Geoffrey Horne (Buenos Aires, 22 agosto 1933) è un attore statunitense.

## Biografia
Figlio di un dirigente della Standard Oil, nacque a Buenos Aires e trascorse molti anni della sua giovinezza a L'Avana. Studiò recitazione con Lee Strasberg e fece il suo esordio professionale recitando al fianco di Rod Steiger in un episodio della serie televisiva The Philco-Goodyear Television Playhouse.
Il ruolo che lanciò la sua carriera fu quello del sottotenente Joyce in Il ponte sul fiume Kwai. Dopo un ventennio di ruoli di primo piano in cinema, televisione e teatro, a partire dalla fine degli anni settanta Horne si è dedicato principalmente all'insegnamento al Lee Strasberg Theatre and Film Institute e alla Tisch School of the Arts dell'Università di New York.

## Filmografia parziale

### Cinema
- Un uomo sbagliato (The Strange One), regia di Jack Garfein (1957)
- Il ponte sul fiume Kwai (The Bridge on the River Kwai), regia di David Lean (1957)
- Buongiorno tristezza (Bonjour Tristesse), regia di Otto Preminger (1958)
- La tempesta, regia di Alberto Lattuada (1958)
- Esterina, regia di Carlo Lizzani (1959)
- Giuseppe venduto dai fratelli, regia di Irving Rapper (1960)
- I fratelli corsi, regia di Anton Giulio Majano (1961)
- I tre implacabili (Tres hombres buenos), regia di Joaquín Luis Romero Marchent (1963)
- A.A.A. Ragazza affittasi per fare bambino (The Baby Maker), regia di James Bridges (1970)
- Two People, regia di Robert Wise (1973)
- Big Daddy - Un papà speciale (Big Daddy), regia di Dennis Dugan (1999)

### Televisione
- Robert Montgomery Presents – serie TV, episodi 6x22-6x24-8x14 (1956)
- The Alcoa Hour – serie TV, episodio 2x01 (1956)
- Avventure in paradiso (Adventures in Paradise) – serie TV, episodio 1x30 (1960)
- Ai confini della realtà (The Twilight Zone) – serie TV, episodio 3x32 (1962)
- La grande avventura (The Great Adventure) – serie TV, episodio 1x15 (1964)
- The Nurses – serie TV, episodio 3x30 (1965)
- I sentieri del west (The Road West) – serie TV, episodio 1x06 (1966)
- Il virginiano (The Virginian) – serie TV, episodio 4x22 (1966)
- I giorni di Bryan (Run for Your Life) – serie TV, episodio 3x05 (1967)

## Doppiatori italiani
- Massimo Turci in Il ponte sul fiume Kwai, Buongiorno tristezza, I fratelli corsi
- Giuseppe Rinaldi in La tempesta, Giuseppe venduto dai fratelli, I tre implacabili
- Renzo Palmer in Esterina
- Nino Prester in Big Daddy - Un papà speciale